# Сања Маринковић
Сања Маринковић (Београд, 2. март 1974) српска је новинарка, телевизијска водитељка и модна креаторка. Ауторка је и водитељка емисије Магазин ин коју емитује Пинк.

## Биографија
Сања Маринковић је рођена 2. марта 1974. године у Београду. У родном граду је завршила основну школу и XII гимназију. На Вишој пословној школи је завршила менаџмент, након тога и финансијски менаџмента на Универзитету Мегатренд. Говори енглески и француски језик. Од 2011. године је у браку са монтажером и редитељем Александром Ухрином, с којим има сина Страхињу.
Уследило је ангажовање на телевизији „Политика“, а од маја 2000. године Сања своју емисију води на телевизији „Пинк“. У студију, Сања је угостила бројне познате личности из света спорта, глуме, музике, новинарства, политике и слично. Водила је и још две емисије, „Све за љубав“ и „Брачни судија“.
Написала је две књиге: Моја тајна: Љубав, вежбање, кување и Моја мера среће, које представљају приручнике за срећан и успешан живот. У последњу књигу Сања је уткала властита искуства и искуства њених саговорника који су говорили о темама попут љубави, среће, брачног живота, васпитавања деце и слично.
Са пријатељицом и колегиницом Весном Дедић води радионицу „Офисина” приликом које са млађим генерацијама деле искуства у новинарству које су стекле радећи тај посао дуги низ година.
Сања је десет година тренирала балет.